# Vitinho (Fußballspieler, 1993)
Vitinho (* 9. Oktober 1993 in Rio de Janeiro; bürgerlich Victor Vinícius Coelho dos Santos) ist ein brasilianischer Fußballspieler. Der beidfüßig spielende wird alternativ auf der rechten oder linken Angriffsseite eingesetzt.

## Karriere
Vitinho startete seine Laufbahn in der Jugendmannschaft von Audax Rio de Janeiro und Botafogo FR. Bei zweitem schaffte er auch den Sprung in die erste Mannschaft. Am 23. April 2011 bestritt er sein erstes Spiel als Profi in der Staatsmeisterschaft von Rio de Janeiro. Gegen den Boavista SC spielte er von Beginn an und wurde zur 73. Minute ausgewechselt. Erst zwei Jahre später bestritt er sein erstes Meisterschaftsspiel. Gegen den SC Corinthians spielte er am 26. Mai 2013 ab der 66. Minute.
Im selben Jahr noch wechselte der Spieler zu ZSKA Moskau. Der Kontrakt erhielt eine Laufzeit bis 2020. Hier hatte er auch seinen ersten internationalen Auftritt auf Klubebene. In der UEFA Champions League 2013/14 spielte Vitinho am 17. September bis zur 45. Minute gegen den FC Bayern München. Mit dem Klub konnte er in der Saison die russische Meisterschaft gewinnen.
Im Februar 2015 wurde Vitinho wieder nach Brasilien an den SC Internacional ausgeliehen. Am Ende seiner zweiten Saison bei Internacional, musste der Klub am Ende der Campeonato Brasileiro Série A 2016 zum ersten Mal in der Meisterschaftshistorie (in der Zählung ab 1971) absteigen. Vitinho erzielte in dieser Saison in 28 Spielen acht Tore.
Nach seiner Rückkehr zu Moskau blieb er bis Ende Juli 2018 dort. Dann wechselte er wieder zurück nach Brasilien. Vitinho unterschrieb einen Kontrakt beim CR Flamengo. Mit 10 Millionen Euro Ablösesumme wurde er der bis dahin teuerste Einkauf von Flamengo. Mit dem Klub gewann er am 23. November 2019 die Copa Libertadores 2019. Einen Tag später fiel in der brasilianischen Meisterschaft 2019 die Vorentscheidung zu Gunsten von Flamengo und Vitinho konnte auch diesen Titel feiern. In der Série A 2020 konnte dieser verteidigt werden.
Ende August 2022 wechselte Vitinho nach Saudi-Arabien zu al-Ettifaq. Im Zuge des Wechsels wurde keine Ablöse fällig, obwohl sein Vertrag noch bis Ende des Jahres lief. Flamengo behielt aber 35 % der Transferrechte an dem Spieler. Zum Zeitpunkt seines Wechsels hatte Vitinho 215 Spiele für Flamengo bestritten (29 Tore). Er erhielt bei seinem neuen Klub einen Kontrakt über drei Jahre.

## Erfolge
Botafogo
- Taça Rio: 2012, 2013
- Taça Guanabara: 2013
- Staatsmeisterschaft von Rio de Janeiro: 2013

ZSKA Moskau
- Premjer-Liga: 2013/14

Internacional
- Staatsmeisterschaft von Rio Grande do Sul: 2015, 2016
- Recopa Gaúcha: 2016

Flamengo
- Taça Rio: 2019
- Staatsmeisterschaft von Rio de Janeiro: 2019, 2020
- Copa Libertadores: 2019
- Brasilianischer Meister: 2019, 2020
- Supercopa do Brasil: 2020, 2021
- Taça Guanabara: 2020
- Recopa Sudamericana: 2020